# 1555 en France
Chronologie de la France
- 1551
- 1552
- 1553
- 1554
- 1555
- 1556
- 1557
- 1558
- 1559

## Événements
- En Flandre flamande ou Westhoeck français, ont lieu des pluies quotidiennes du 1er janvier au 13 octobre, qui font céder les digues  et amènent l'inondation de la campagne[1].

- 26 mars, Amboise : ordonnance punissant de 1 000 livres d’amende les usurpateurs de noblesse[2].

- 25 mai : Antoine de Bourbon (1518-1562) et Jeanne d’Albret deviennent roi et reine de Navarre[3].
- 15 et 16 juillet : les Français sont battus par les Impériaux aux combats de Gimnée et de Givet, à la frontière des Pays-Bas, et doivent se retirer[4].

- Première « église dressée » à Paris sur le mode genevois. En 1555 à 1562, plus d'une centaine de pasteurs formés à Genève entrent dans le royaume de France et un Français sur dix a rejoint la religion réformée en 1560[5].

## Naissances en 1555
- François de Malherbe, poète.

## Décès en 1555
- x